# Fachdienst (Bundeswehr)
Fachdienste in der Bundeswehr sind:
- Sanitätsdienst
- Geoinformationsdienst der Bundeswehr
- Militärmusikdienst

Die Entscheidung über die Einrichtung eines Fachdienstes liegt beim Bundesministerium der Verteidigung.
Innerhalb der Fachdienste bestehen fachdienstliche Unterstellungsverhältnisse. Sie ist nicht zu verwechseln mit der „fachlichen Unterstellung“, die eine Unterstellung im besonderen Aufgabenbereich ist. Die fachdienstliche Unterstellung ist das Verhältnis zwischen einem Soldaten und einem Vorgesetzten, dem nach seiner durch entsprechende Qualifikation begründeten Dienststellung die Leitung eines Fachdienstes des Soldaten obliegt (§ 2 VorgV). Entsprechend gilt dies auch für fachdienstlich nachgeordnete und vorgesetzte Dienststellen/Einrichtungen, soweit deren Hauptaufgaben fachdienstlicher Art sind. Sie erfolgt neben und unabhängig von der truppendienstlichen Unterstellung.
In den Laufbahngruppen der Soldaten sind für die Fachdienste eigene Laufbahnen eingerichtet (Anlage (zu § 3) Soldatenlaufbahnverordnung – SLV). 
Die Laufbahnen der Fachunteroffiziere und Fachunteroffiziere der Reserve gehören nicht zu den Fachdiensten.
Offiziere in einer Laufbahn eines Fachdienstes werden umgangssprachlich gelegentlich Fachdienstoffiziere  genannt. Sie sind nicht zu verwechseln mit den Offizieren des militärfachlichen Dienstes.